# Karl Heinrich von der Goltz
Karl Heinrich Hermann Ludolf Bonaventura Graf von der Goltz (19 tháng 11 năm 1803 tại Groß-Teschendorf, huyện Riesenburg – 27 tháng 1 năm 1881 tại Potsdam) là một Trung tướng quân đội Phổ, từng tham chiến trong cuộc Chiến tranh Đức-Đan Mạch (1864) và phục vụ trong nước vào thời gian Chiến tranh Áo-Phổ (1866) và Chiến tranh Pháp-Đức (1870 – 1871).

## Tiểu sử

### Thân thế
Karl Heinrich sinh vào tháng 11 năm 1803, trong gia đình quý tộc cổ Von der Goltz. Ông là con trai của Karl Anton Ferdinand Graf von der Goltz (20 tháng 2 năm 1760 – 27 tháng 7 năm 1837 tại Penken) và người vợ cua ông này là Elisabeth Cornelia Helene Marianne, nhũ danh von Katzler (21 tháng 11 năm 1775 – 21 tháng 3 năm 1834).

### Sự nghiệp quân sự
Thời trẻ, Goltz đi học tại Trường Trung học Chính quy Joachimsthaler tại Berlin và vào ngày 20 tháng 9 năm 1823, ông nhập ngũ quân đội Phổ với vai trò là lính bắn súng hỏa mai (Füsilier) trong Trung đoàn Bộ binh Cận vệ số 1. Trong trung đoàn này, ông được phong cấp hàm Chuẩn úy vào ngày 21 tháng 7 năm 1824 rồi được thăng quân hàm Thiếu úy vào ngày 15 tháng 5 năm 1825. Với cấp bậc này, Goltz là sĩ quan phụ tá của Tiểu đoàn Bộ binh Giảng dạy (Lehr-Infanteriebatailons). Sau này, ông được bổ nhiệm làm sĩ quan phụ tá trung đoàn và trên cương vị này, ông được lên quân hàm Trung úy vào ngày 14 tháng 4 năm 1841. 5 năm sau, vào ngày 19 tháng 4 năm 1846, Goltz được thăng cấp Đại úy đồng thời lãnh một chức Đại đội trưởng.
Sau khi tướng Karl von Prittwitz được bổ nhiệm làm Tổng chỉ huy Tối cao Quân đội Liên minh Đức trong cuộc Chiến tranh Schleswig-Holstein chống Đan Mạch, Goltz nhậm chức sĩ quan phụ tá của Prittwitz vào ngày 22 tháng 3 năm 1849. Sau khi chiến tranh chấm dứt, Goltz trở lại Trung đoàn Bộ binh Cận vệ số 1 và tại đây ông được lên cấp hàm Thiếu tá vào ngày 13 tháng 11 năm 1851. Tiếp theo đó, kể từ ngày 6 tháng 9 năm 1852 cho tới ngày 6 tháng 10 năm 1854, Goltz là Giám đốc Trường Sư đoàn của Quân đoàn Vệ binh và vào ngày 16 tháng 7 năm 1855, ông được giao quyền chỉ huy Tiểu đoàn Giảng dạy. Sau đó, với cấp bậc Thượng tá, Goltz được phong danh hiệu à la suite của Trung đoàn Bộ binh Cận vệ số 1 vào ngày 12 tháng 1 năm 1858 và trở thành trấn thủ Minden.
Sau đó, ông được đổi làm trấn thủ Frankfurt am Main vào ngày 27 tháng 2 năm 1858, trước khi trở lại phục vụ tiền tuyến vào ngày 22 tháng 3 năm 1859 và được lãnh nhiệm chức Trung đoàn trưởng Trung đoàn Bộ binh Cận vệ số 1. Trên cương vị này, Goltz được phong hàm Đại tá vào ngày 31 tháng 5 năm 1859 và được tặng Huân chương Đại bàng Đỏ hạng III kèm theo chuỗi dây chuyền vào ngày 15 tháng 10 năm 1859. 2 năm sau đó, vào ngày 18 tháng 10 năm 1861, trong khi vẫn giữ chức vụ Trung đoàn trưởng, ông được Vua Wilhelm I bổ kiêm nhiệm là sĩ quan hầu cận của nhà vua. Đến ngày 4 tháng 3 năm 1863, ông rời chức vụ này, sau đó thoạt tiên ông được giao tạm quyền chỉ huy (Führung) Lữ đoàn Bộ binh số 16 và vào ngày 17 tháng 3 năm 1863, ông được thăng hàm Thiếu tướng đồng thời được bổ nhiệm làm Lữ đoàn trưởng. Vì những thành tích của mình trong việc chỉ huy đơn vị, Goltz được trao tặng Thập tự Chỉ huy (Komturkreuz) hạng I của Huân chương Gia tộc Sachsen-Ernestine vào ngày 13 tháng 11 năm 1863. Sau đó, Goltz trở về Berlin vào ngày 4 tháng 1 năm 1864 và được ủy nhiệm làm Tư lệnh Lữ đoàn Bộ binh Cận vệ số 3. Chẳng bấy lâu sau, khi chiến tranh chống Đan Mạch bùng nổ năm 1864, ông chỉ huy trung đoàn của mình tham chiến trong thời gian binh lửa, ông được bổ nhiệm làm Chỉ huy tạm quyền của Sư đoàn Bộ binh Cận vệ thay thế cho Trung tướng Otto von der Mülbe bị ốm. Sau khi Mülbes khỏi bệnh, Goltz được giao quyền chỉ huy Lữ đoàn Cận vệ tổng hợp. Để ghi nhận những công trạng của Goltz, đồng minh Áo đã tặng thưởng cho ông Thập tự Chỉ huy của Huân chương Leopold kèm theo Phần thưởng chiến tranh (Kriegsdekoration). Sau khi Hòa ước Viên được ký kết và Đan Mạch phải nhượng Schleswig-Holstein cho Áo và Phổ, Goltz lại được ủy nhiệm làm Lữ đoàn trưởng Lữ đoàn Bộ binh Cận vệ số 3 vào ngày 17 tháng 12 năm 1864. Đến ngày 10 tháng 7 năm 1865, Goltz được xuất ngũ (zur Disposition, không phục vụ tại ngũ nữa nhưng sẽ được triệu hồi khi có chiến tranh) với một khoản lương hưu, đồng thời được tặng Huân chương Đại bàng Đỏ hạng II đính kèm bó sồi và thanh gươm trên chiếc nhẫn.
Trong cuộc tổng động viên khởi đầu cuộc Chiến tranh Bảy tuần với Áo vào năm 1866, Goltz được triệu hồi và được giao quyền chỉ huy mọi lực lượng Bộ binh Cận vệ không động binh ở địa phương trong khu vực của Quân đoàn III. Sau khi chiến tranh kết thúc với thắng lợi của Phổ, ông được thải hồi đồng thời nhận cấp hàm Danh dự (Charakter) Trung tướng vào ngày 22 tháng 9 năm 1866.
Trong thời gian Chiến tranh Pháp-Đức (1870 – 1871), ông lại được vời làm trấn thủ Potsdam. Tại đây, ông từ trần vào tháng 1 năm 1881.

### Gia quyến
Vào ngày 4 tháng 11 năm 1839, tại Gnadenfrei, Goltz đã thành hôn với Natalie Theophile Josephine Gräfin von Roedern (25 tháng 8 năm 1813 tại Munsterberg – 8 tháng 7 năm 1902 tại Potsdam). Cuộc hôn nhân này đã mang lại cho họ những người con sau đây:
- Karl August (15 tháng 9 năm 1841 tại Potsdam – 1921), Trung tướng Phổ
- Alexander Friedrich (19 tháng 3 năm 1844 tại Potsdam – 1930), Trung tướng Phổ
- Katharina Dorothea (sinh ngày 29 tháng 12 năm 1855 tại Potsdam)